# Matan
Matan és, a la genealogia de Jesús l'Evangeli segons Mateu, el fill d'Eleazar i el pare de Jacob i, per tant, avi de Josep i besavi de Jesús de Natzaret.
Segons el redactor de l'Evangeli segons Mateu seria descendent de la línia procedent del profeta Abraham i del rei David. Concretament era fill d'Eleazar i pare de Jacob, sent besavi de Jesús de Natzaret. En l'Evangeli segons Lluc, al seu lloc hi és esmentat Matat, fill de Leví i pare d'Elí.
Segons Valdez, el nom de Matan podria ser una abreviació de Matanies, nom pel qual també és conegut Sedecies, darrer rei de Judà abans de l'exili a Babilònia. El redactor utilitza adobant el terreny a Jacob i Josep, que vincula de forma intencional amb un altre exili, el d'Egipte. Les diferències de les genealogies de Jesús serien, segons la tesi de Juli Africà, Mateu —al qual prefereix perquè aporta un llinatge regi— va formular la línia descendent legal i Lluc la natural.

## Genealogia segons Mateu
|  |  | Eleazar |       |       |       |       |       |       |  |  |  |  |  |  |  |       |       |       |       |       |       |  |  |  |  |  |  |
|  |  |         |       |       |       |       |       |       |  |  |  |  |  |  |  |       |       |       |       |       |       |  |  |  |  |  |  |
|  |  | Matan   |       |       |       |       |       |       |  |  |  |  |  |  |  |       |       |       |       |       |       |  |  |  |  |  |  |
|  |  |         |       |       |       |       |       |       |  |  |  |  |  |  |  |       |       |       |       |       |       |  |  |  |  |  |  |
|  |  | Jacob   |       |       |       |       |       |       |  |  |  |  |  |  |  |       |       |       |       |       |       |  |  |  |  |  |  |
|  |  |         |       |       |       |       |       |       |  |  |  |  |  |  |  |       |       |       |       |       |       |  |  |  |  |  |  |
|  |  | Josep   | Josep | Josep | Josep | Josep | Josep |       |  |  |  |  |  |  |  | Maria | Maria | Maria | Maria | Maria | Maria |  |  |  |  |  |  |
|  |  | Josep   | Josep | Josep | Josep | Josep | Josep |       |  |  |  |  |  |  |  | Maria | Maria | Maria | Maria | Maria | Maria |  |  |  |  |  |  |
|  |  |         |       |       |       |       |       |       |  |  |  |  |  |  |  |       |       |       |       |       |       |  |  |  |  |  |  |
|  |  |         |       |       |       |       |       | Jesús |  |  |  |  |  |  |  |       |       |       |       |       |       |  |  |  |  |  |  |